# Гаївська сільська рада (Роздільнянський район)
Гаї́вська сільська́ ра́да (до 28.11.1952 р. — Бугайська сільська рада) — колишня адміністративно-територіальна одиниця та орган місцевого самоврядування в Роздільнянському районі (поділ 1930-2020) Одеської області. Адміністративний центр — село Гаївка.
Дата ліквідації АТО — 25 жовтня 2020 року

## Загальні відомості
- Територія ради: 69,987 км²
- Населення ради: 1 294 особи (станом на 2001 рік)
- Територією ради протікала річка Кучурган

## Історія
Щоб поліпшити адміністративно-територіальну побудову районів області й наблизити сільради та колгоспи до районного центру, в 1935 році Бугайську сільську раду Гросулівського району перерахували до Роздільнянського.
28 листопада 1956 року Бугайська сільрада перейменована на Гаївську (з перенесенням центру сільради).
Станом на 1 травня 1967 року на території сільради був колгосп імені Петровського (господарський центр — Гаївка).
Відповідно до розпорядження КМУ № 623-р від 27 травня 2020 року "Про затвердження перспективного плану формування територій громад Одеської області" Гаївська сільська рада разом ще з 3 сільрадами району ввійшла до складу Степанівської сільської громади.

## Населені пункти
Сільській раді були підпорядковані населені пункти:
- с. Гаївка
- с. Бугай
- с. Лучинське
- с. Нове
- с. Плавневе
- с. Труд-Гребеник

## Населення
Згідно з переписом УРСР 1989 року чисельність наявного населення сільської ради становила 1300 осіб, з яких 576 чоловіків та 724 жінки.
За переписом населення України 2001 року в сільській раді мешкала 1291 особа.

### Мова
Розподіл населення за рідною мовою за даними перепису 2001 року:
| Мова       | Відсоток |
| ---------- | -------- |
| українська | 86,01 %  |
| російська  | 9,51 %   |
| гагаузька  | 1,39 %   |
| молдовська | 1,16 %   |
| білоруська | 0,23 %   |
| болгарська | 0,15 %   |
| інші       | 1,55 %   |

## Склад ради
Рада складалась з 16 депутатів та голови.
- Голова ради:

### Керівний склад попередніх скликань
| Прізвище, ім'я, по батькові | Основні відомості                                                                             | Дата обрання | Дата звільнення |
| --------------------------- | --------------------------------------------------------------------------------------------- | ------------ | --------------- |
| Рустамов Асвар Тахірович    | Сільський голова, 1956 року народження, член Партії національно-економічного розвитку України | 26.03.2006   | 31.10.2010      |

Примітка: таблиця складена за даними сайту Верховної Ради України

### Депутати
За результатами місцевих виборів 2010 року депутатами ради стали:

#### За суб'єктами висування
| Суб'єкт висування                                       | Кількість обраних депутатів | %    |
| ------------------------------------------------------- | --------------------------- | ---- |
| Партія регіонів                                         | 8                           | 50   |
| Самовисування                                           | 6                           | 37,5 |
| Політична партія Всеукраїнське об'єднання «Батьківщина» | 2                           | 12,5 |

#### За округами
| № округу                                                | Прізвище, ім'я, по батькові  | Дата визнання обраним | Освіта             | Партійна приналежність                        | Відомості про обраного депутата                                    |
| ------------------------------------------------------- | ---------------------------- | --------------------- | ------------------ | --------------------------------------------- | ------------------------------------------------------------------ |
| Партія регіонів                                         |                              |                       |                    |                                               |                                                                    |
| 2                                                       | Решетнікова Олена Василівна  | 09.11.2010            | середня            | член Партії регіонів                          | Марківський сільський клуб, завідувачка                            |
| 3                                                       | Мостовенко Ніна Василівна    | 09.11.2010            | середня            | позапартійна                                  | Гаївська сільська рада, секретар                                   |
| 9                                                       | Яницька Людмила Яковлівна    | 09.11.2010            | вища               | позапартійна                                  | Гаївська сільська рада, землевпорядник                             |
| 10                                                      | Возний Сергій Петрович       | 09.11.2010            | середня            | позапартійний                                 | ст. Роздільна, сортувальник                                        |
| 13                                                      | Добридень Сергій Андрійович  | 09.11.2010            | середня спеціальна | позапартійний                                 | пенсіонер                                                          |
| 14                                                      | Івасьов Юрій Олексійович     | 09.11.2010            | середня            | позапартійний                                 | тимчасово не працює                                                |
| 15                                                      | Гофман Володимир Іванович    | 09.11.2010            | середня            | позапартійний                                 | сільськогосподарський виробничий кооператив «Промінь», механізатор |
| 16                                                      | Голиш Світлана Олександрівна | 09.11.2010            | середня            | член Партії регіонів                          | тимчасово не працює                                                |
| Політична партія Всеукраїнське об'єднання «Батьківщина» |                              |                       |                    |                                               |                                                                    |
| 7                                                       | Крива Людмила Федорівна      | 09.11.2010            | середня спеціальна | член Всеукраїнського об'єднання «Батьківщина» | тимчасово не працює                                                |
| 8                                                       | Ганган Тетяна Сергіївна      | 09.11.2010            | середня спеціальна | член Всеукраїнського об'єднання «Батьківщина» | тимчасово не працює                                                |
| Самовисування                                           |                              |                       |                    |                                               |                                                                    |
| 1                                                       | Цибух Володимир Миколайович  | 09.11.2010            | середня спеціальна | позапартійний                                 | тимчасово не працює                                                |
| 4                                                       | Венжик Петро Іванович        | 09.11.2010            | вища               | позапартійний                                 | тимчасово не працює                                                |
| 5                                                       | Іванова Наталія Сергіївна    | 09.11.2010            | вища               | позапартійна                                  | загальноосвітня школа с. Гаївка, вчитель                           |
| 6                                                       | Байтахалова Леся Петрівна    | 09.11.2010            | середня спеціальна | позапартійна                                  | тимчасово не працює                                                |
| 11                                                      | Таранюк Іраїда Іванівна      | 09.11.2010            | середня            | позапартійна                                  | Чкалова, обліковець                                                |
| 12                                                      | Нудний Микола Іванович       | 09.11.2010            | середня            | позапартійний                                 | фермерське господарство «Ніка», голова                             |